# Municipio de Troy (condado de Pipestone)
El municipio de Troy (en inglés: Troy Township) es un municipio ubicado en el condado de Pipestone en el estado estadounidense de Minnesota. En el año 2010 tenía una población de 289 habitantes y una densidad poblacional de 2,56 personas por km².

## Geografía
El municipio de Troy se encuentra ubicado en las coordenadas 44°4′3″N 96°22′55″O / 44.06750, -96.38194. Según la Oficina del Censo de los Estados Unidos, el municipio tiene una superficie total de 113.02 km², de la cual 112,81 km² corresponden a tierra firme y (0,19 %) 0,21 km² es agua.

## Demografía
Según el censo de 2010, había 289 personas residiendo en el municipio de Troy. La densidad de población era de 2,56 hab./km². De los 289 habitantes, el municipio de Troy estaba compuesto por el 95,85 % blancos, el 2,08 % eran amerindios y el 2,08 % eran de una mezcla de razas. Del total de la población el 0,69 % eran hispanos o latinos de cualquier raza.